# Заслужений діяч науки і техніки України
Заслу́жений дія́ч нау́ки і те́хніки Украї́ни  — державна нагорода України — почесне звання України, яке надається Президентом України відповідно до Закону України «Про державні нагороди України». Згідно з Положенням про почесні звання України від 29 червня 2001, це звання присвоюється:
|  | науковим працівникам, які мають науковий ступінь доктора або кандидата наук та видатні праці в галузі науки і техніки, дизайну та ергономіки, що дістали міжнародне визнання, за підготовку висококваліфікованих наукових кадрів. |

Особи, яких представляють до присвоєння почесного звання «Заслужений діяч науки і техніки України», повинні мати вищу освіту на рівні спеціаліста або магістра.

## Історія нагороди
Попередником цієї нагороди було звання «Заслужений діяч науки й техніки або мистецтва», встановлене ВУЦВК і РНК УРСР 13 січня 1934. Воно надавалося за особливо цінні праці в галузі науки й техніки або за особливо важливі відкриття та винаходи чи за видатну науково-популяризаторську діяльність. Присвоєння звання відбувалося виключно за постановою Президії ВУЦВК за поданням народних комісаріатів, ЦВК Молдавської Автономної СРР, обласних виконкомів, республіканських профспілкових та інших громадських організацій.
Назва нагороди не раз змінювалася. Згідно з положенням «Про почесні звання Української РСР», затвердженим Президією ВР УРСР 26 вересня 1944, здійснювалося присвоєння звань «Заслужений діяч науки УРСР», «Заслужений діяч науки і техніки УРСР». У постанові Президії ВР УРСР від 10 жовтня 1969 вже значилося лише звання «Заслужений діяч науки УРСР».
Заслу́жений дія́ч нау́ки і те́хніки Украї́нської РСР — почесне звання Української РСР, встановлене спочатку 26 вересня 1944 р. Проіснувало до 1969 р. Встановлене повторно Президією Верховної Ради УРСР 15 листопада 1988 р.
Особам, яким присвоювалося це почесне звання, вручався нагрудний знак, який виготовлявся з посрібленого кольорового металу — томпаку. Згідно з указом Президії Верховної Ради УРСР нагрудний знак носиться на правій стороні грудей.
Почесне звання Заслужений діяч науки і техніки Української РСР скасовано Верховною Радою України 17 травня 2001 р.